# Atelier d'urbanisme et d'architecture
Pour les articles homonymes, voir AUA.
L'Atelier d'urbanisme et d'architecture (AUA) a rassemblé autour de Jacques Allégret une vingtaine de professionnels de 1960 à 1986, animant l'architecture et l'urbanisme en France.

## Fondation de l'AUA
En 1959 l'urbaniste Jacques Allégret émet pour la première fois l'idée de créer un atelier d'urbanisme et d'architecture, installé rue Bailly dans le 3e arrondissement de Paris avec Jean Perrottet, il exprime son intention "d'offrir un lieu qui permette à différents spécialistes de travailler côte à côte sur les mêmes dossiers, d'apprendre à se connaître et à se comprendre".
Il a compris très tôt qu'il faut sortir l'architecture de son isolement, et pour ce faire Jacques Allégret achète fin 1959 un bail commercial dans un local de la Cité Champagne dans le 20e arrondissement de Paris. Rejoint par les architectes Jean Perrottet, Jean Tribel et Georges Loiseau et les décorateurs Jacques Berce et Valentin Fabre, il fonde en 1960 l'Atelier d'urbanisme et d'architecture ou AUA.
Sous la forme d'une société civile coopérative, cette association doit permettre la collaboration entre architectes, urbanistes, ingénieurs, décorateurs, et offrir à de jeunes professionnels sans relations ni moyens de partager de grands locaux et de disposer de services communs : local pour le tirage de plans, bibliothèque, accueil, standard.
À partir de 1970 une société civile d'études met à disposition des membres de l'AUA la main d'œuvre dont ils ont besoin. Cette société civile d'études regroupe l'ensemble des salariés permanents, tous services confondus : secrétariat, travaux, chantier, descriptif, dessin. En 1973 l'effectif approche la cinquantaine de salariés, ce chiffre ne sera jamais dépassé. Des travailleurs indépendants viennent périodiquement renforcer les équipes de l'AUA.
En pleine révolte contre l'establishment, ils critiquent l'Académie des beaux-arts et le Prix de Rome. Alors que les Prix de Rome construisent nombre de bâtiments publics et que le pactole des grands ensembles fait émerger de nouveaux notables de la profession trop facilement enrichis, les membres de l'AUA s'interrogent sur les modes de productions de la ville et du logement social. Ils ouvrent l'urbanisme et l'architecture aux sciences sociales et c'est avec eux que s'engage publiquement la lutte contre la production dominante de l'après-guerre.
L'AUA est dissous en 1986.

## Pluridisciplinarité
L'objectif de Jacques Allégret, fondateur de l'AUA, est de créer une structure capable de couvrir l'ensemble des activités urbaines et architecturales. Conscients qu'il existe des liens intrinsèques entre les études d'urbanisme et le projet d'architecture, les membres de l'AUA veulent démontrer que le processus de construction nécessite une collaboration de tous les techniciens de l'acte de bâtir. Ce mode de travail pluridisciplinaire est inédit.
Même si avec le temps le discours des architectes devient dominant, l'expérience originale de l'AUA marque profondément les esprits, et après 1968, l'idéologie pluridisciplinaire devient l'un des fondements du nouvel enseignement de l'architecture.

## Projet social
Une des images les plus durables de l'AUA est celle d'un groupe communiste. L'étiquette rouge est vite accolée à l'atelier, or la composition réelle de l'AUA est plus hétérogène et regroupe des militants de tendances diverses. Ancrés à gauche, les hommes et  les femmes de l'AUA travaillent ensemble avec générosité sur un projet social, sans cesse à l'écoute et à la recherche d'un bien-être social.
Dès sa création, les membres de l'AUA s'imposent comme des hommes de culture : ils rédigent des  articles, participent à des publications, donnent des conférences et enseignent volontiers dans les écoles d'architecture, d'ingénieurs, de paysage, ou de design.

## Style de l'AUA
Le béton brut, la brique apparente, le bac à fleurs, le traitement de l'attache au sol, la création d'espaces extérieurs collectifs, le soin apporté aux détails, sont autant de thèmes architecturaux favoris du groupe.
Par son refus de l'esthétique du parement, l'architecture de l'AUA s'apparente à celle de Stirling et Gowan en Angleterre, ou à celle de l'Atelier 5 en Suisse, mais elle a aussi des points communs avec le plasticisme  de Le Corbusier. Les architectes de l'AUA revendiquent aussi les influences d'Alvar Aalto, de Mies van der Rohe ou de Jean Prouvé.

## Membres de l'AUA

### Première génération
Jeunes, issus de familles modestes ou de la petite bourgeoisie, ils sont sans argent et inexpérimentés. Certains se sont rencontrés dans les ateliers des Beaux-Arts, d'autres dans les grosses agences de l'époque, ou plus simplement dans les cafés de la rue de Seine. Amitiés de longue date ou rencontres fortuites, idéologie, engagement militant et critique les réunissent à la Cité Champagne.

### Deuxième génération
À la fin des années 1960, l'image de l'AUA est à son apogée. En 1965 les étudiants des Beaux-Arts viennent chercher Jacques Kalisz pour enseigner aux ateliers rue Jacques-Callot. Pour les jeunes architectes, l'AUA devient une référence. Le paysagiste Michel Corajoud,  salarié de Jacques Simon, devient associé de l'atelier en 1967; il est rejoint par deux jeunes architectes latino-américains  : Henri Ciriani en 1969  et Borja Huidobro en 1970. Un peu avant, les ingénieurs Pierre Arro et Louis Petrocchi, et l'urbaniste Jean-François Parent rejoignent également les rangs de l'AUA. Ce dernier quittera Bagnolet pour rejoindre l'équipe municipale de la VIlleneuve de Grenoble; Christian Devillers arrive un peu plus tard, rapidement Paul Chemetov lui propose une association.

## Séparations, premiers départs et fin de l'AUA
Le début des années 1970 correspond à un tournant difficile  : la crise s'installe. Les équipes s'opposent de plus en plus à cause de la multiplication des concours ; les ingénieurs ne peuvent plus concurrencer les bureaux d'études. Les charges du nouveau local de Bagnolet sont lourdes. Mais surtout les personnalités s'affirment et s'affrontent.
En 1972 les conflits sont tels que l'AUA décide d'entreprendre une thérapie de groupe avec le docteur Faïn. Cette thérapie entraîne le départ des ingénieurs et de Jacques Kalisz.
Après avoir enseigné quatre ans à l’Université Laval (Québec), s’investissant à l’Institut de l’Environnement  puis à l’école d’architecture UPA1, Jacques Allégret se met  progressivement en retrait des opérations de l'AUA. Jacques Berce installe son bureau dans le Loiret, Jean-François Parent se consacre au projet de Grenoble et s'y installe en 1970. Michel Corajoud profite d'un voyage en Afrique pour quitter l'AUA. Ciriani quitte l'AUA en avril 1982 pour s'installer à Paris avec Patrick Colombier.
Valentin Fabre et Jean Perrottet se spécialisent dans les théâtres et maisons de la culture ; Georges Loiseau et Jean Tribel achèvent Grenoble, Jean et Maria Deroche poursuivent leurs recherches à Orly et à La Courneuve. Paul Chemetov se détache du groupe et s'associe ponctuellement avec de jeunes architectes talentueux. Il devient un homme public et se médiatise de plus en plus, si bien que l'AUA finit par se confondre avec lui.
En gagnant le concours du ministère des finances à Bercy Borja Huidobro et Paul Chemetov scellent leur association et quittent l'AUA.
En mars 1986, l'AUA est dissoute, ses membres organisent une grande fête ; une façon de marquer la fin d'une aventure.

## Membres associés de l'AUA
Les architectes de l'AUA sont notamment :
- Jacques Allégret
- Jacques Berce
- Valentin Fabre
- Jean Tribel
- Jean Deroche
- Jacques Simon
- Michel Steinbach
- Georges Loiseau
- Maria Deroche
- Michel Corajoud
- Annie Tribel
- Williams Rahal
- Henri Ciriani
- Paul Chemetov
- Vincent Sabatier
- Christian Devillers
- Borja Huidobro
- Jacques Kalisz
- Jean Perrottet
- Richard Slama
- Miroslav Kostanjevac
- Jean-François Parent
- Pierre Arro
- Louis Petrocchi

## Principales réalisations
De nombreuses réalisations sont effectuées par les architectes de l'AUA : 
- Maison Schalit, Clamart, 1964 : Paul Chemetov et Jean Deroche, paysagiste : Michel Corajoud, décoratrice : Annie Tribel.
- Logements HLM, Vigneux, 1962-1964 : Paul Chemetov.
- Foyer de personnes âgées Ambroise-Croizat, La Courneuve, 1964 : Paul Chemetov et Jean Deroche ; paysagiste : Michel Corajoud, décoratrice : Annie Tribel ; ingénieur : Miroslav Kostanjevac. Label Patrimoine d'intérêt régional depuis 2018.
- Village de vacances, Grasse, 1967 : Jean Deroche, Valentin Fabre, Jean Perrottet ; ingénieur : Miroslav Kostanjevac, décoratrice : Annie Tribel.
- Village de vacances du comité d'entreprise d'Air France, Gassin, 1967 : Paul Chemetov et Jean Deroche ; paysage : Michel Corajoud, équipements intérieurs : Annie Tribel, structure : Miroslav Kostanjevac et J. Venturelli, polychromie : Max Soumagnac, graphisme : Rémi Deroche, chantier : Louis Deroche (projet restructuré en 1988)
- Groupe scolaire Jean-Lolive, Pantin, 1972 : Jacques Kalisz, Jean Perrottet
- Stade nautique, Aubervilliers, 1969 : Jacques Kalisz, Jean Perrottet, ingénieur : Miroslav Kostanjevac, décoratrice : Annie Tribel
- Centre administratif, Pantin, 1973 : Jacques Kalisz, Jean Perrottet, ingénieur : Miroslav Kostanjevac
- Théâtre de la Ville, Paris, 1968 : Valentin Fabre, Jean Perrottet, scénographe : René Allio, ingénieurs : Miroslav Kostanjevac, Pierre Arro, Louis Petrocchi, décoratrice : Annie Tribel
- Le Tétrodon : procédé de construction modulaire, conception : Jacques Berce, Henri Ciriani, Michel Corajoud, Georges Loiseau, Annie Tribel, Jean Tribel
- Quartier du stade, Djibouti, 1966 : urbanistes : Jacques Allégret, Michel Steinbach, architectes : Jean Tribel, Georges Loiseau
- La Villeneuve de Grenoble, 1977 : architectes en chef : Jean Tribel et Georges Loiseau ; paysagistes : Michel Corajoud, Henri Ciriani et Borja Huidobro, urbaniste: Jean-François Parent
- Opération Arago-Zola, Saint-Ouen, 1975 : Paul Chemetov
- Opération Robespierre, Saint-Ouen, 1978 : Paul Chemetov
- Opération Pasteur, Saint-Ouen, 1980 : Paul Chemetov
- Maternelle Emile-Zola, Saint-Ouen, 1983 : Paul Chemetov
- La Noiseraie, Marne-la-Vallée, 1980 : Henri Ciriani
- Le George Sand, Marne-la-Vallée, 1981: Henri Ciriani
- La Cour d'Angle, Saint Denis, 1982: Henri Ciriani
- La crèche Au Coin du Feu, Saint Denis 1983: Henri Ciriani - Equerre d'Argent 1983
- Parc des Coudrays, Maurepas-Elancourt, 1974 : Michel Corajoud, Henri Ciriani, Borja Huidobro
- Foyer de personnes âgées, Orly, 1969 : Jean Deroche, décoratrice : Annie Tribel
- Collège Desnos, Orly, 1975 : Jean Deroche, Maria Deroche
- Centre socio-culturel Louis Aragon Elsa Triolet, Orly, 1977 : Jean Deroche, Maria Deroche
- Les terrasses, Orly, 1978 : Jean Deroche, Paul Chemetov
- Salle de l'Orangerie, Orly, 1979 : Jean Deroche, Maria Deroche
- Maison de l'enfance, Orly, 1984 : Jean Deroche, Maria Deroche
- Parking des Chaumettes, Saint-Denis, 1983 : Christian Devillers
- Théâtre national de la Colline, Paris, 1987 : Valentin Fabre, Jean Perrottet, Alberto Cattani
- Logements et école maternelle, Montreuil, 1985 : Borja Huidobro
- Logements et commerces, Villeneuve-d'Ascq, 1982 : Georges Loiseau et Jean Tribel
- Immeuble de bureaux, Villeneuve-d'Ascq, 1982 : Georges Loiseau et Jean Tribel
- Logements, Villeneuve-d'Ascq, 1980 : Georges Loiseau et Jean Tribel
- Rues hautes, Villeneuve-d'Ascq, 1977 : Georges Loiseau et Jean Tribel
- Parking, Villeneuve-d'Ascq, 1980 : Georges Loiseau et Jean Tribel
- Chambre d'amis à l'Élysée, Paris, 1983 : Annie Tribel